# Равіль Тагір
Равіль Тагір (тур. Ravil Tagir, нар. 6 травня 2003, Тараз, Казахстан) — турецький футболіст, захисник клуба «Істанбул Башакшехір» та молодіжної збірної Туреччини.
На правах оренди грає за бельгійський клуб «Вестерло».

## Ігрова кар'єра

### Клубна
Займатися футболом Равіль Тагір починав у молодіжній команді клубу «Алтинорду». У червні 2019 року футболіст підписав з клубом професійний контракт і в серпні того року дебютував у першій команді у турнірі Першої ліги.
У вересні 2020 року футболіст перейшов до клубу «Істанбул Башакшехір», з яким підписав трирічний контракт. Його колишній клуб «Алтинорду» за умовами контракту отримував 30 % від майбутнього трансферу свого вихованця. У Суперлізі Тагір дебютував у листопаді 2020 року. Влітку 2022 року захисник відбув в оренду до кінця сезону в бельгійський «Вестерло».

### Збірна
Равіль Тагір виступав за юнацькі збірні Туреччини. 6 вересня 2019 року він дебютував у складі молодіжної збірної Туреччини.
У вересні 2022 року Равіль Тагір отримав виклик на матчі національної збірної Туреччини але того разу на поле він не вийшов.

## Приватне життя
Равіль народився в Казахстані, куди в 1944 році були вислані його пращури - турки-месхетинці за походженням. Батько Равіля повернувся на історичну батьківщину у 2002 році.